# برگلانگنباخ
برگلانگنباخ (به آلمانی: Berglangenbach) یک شهر در آلمان است که در Birkenfeld واقع شده‌است. برگلانگنباخ ۴۷۸ نفر جمعیت دارد.